# Spice Up Your Life
"Spice Up Your Life" là một bài hát của nhóm nhạc nữ Anh quốc Spice Girls nằm trong album phòng thu thứ hai của họ, Spiceworld (1997). Nó được sản xuất bởi Matt Rowe và Richard Stannard, những người đồng viết lời bài hát với các thành viên trong nhóm, trong khoảng thời gian nhóm thực hiện bộ phim Spice World. Bài hát được phát hành như là đĩa đơn đầu tiên trích từ album vào ngày 13 tháng 10 năm 1997 bởi Virgin Records. Đây là một bản dance-pop mang những ảnh hưởng từ dòng nhạc Latinh, với nội dung được lấy cảm hứng từ những bộ phim Bollywood và phản ánh mong muốn "viết một bài hát cho thế giới" của nhóm.
"Spice Up Your Life" đa phần nhận được những phản ứng tiêu cực từ các nhà phê bình âm nhạc, trong đó họ giành nhiều lời chỉ trích đối với nội dung lời bài hát và những âm hưởng Latinh của nó. Tuy nhiên, bài hát vẫn gặt hái nhiều thành công to lớn về mặt thương mại, trở thành đĩa đơn quán quân thứ năm liên tiếp của nhóm ở Vương quốc Anh và giúp Spice Girls trở thành nghệ sĩ đầu tiên đạt được thành tích này. Trên thị trường quốc tế, "Spice Up Your Life" cũng rất thành công, lọt vào top 5 ở nhiều thị trường lớn như Bỉ, Canada, Đan Mạch, Hà Lan, Phần Lan, Pháp, Ireland, Ý, New Zealand, Na Uy, Tây Ban Nha, Thụy Điển và Thụy Sĩ. Tại Hoa Kỳ, nó đạt đạt vị trí thứ 18 trên bảng xếp hạng Billboard Hot 100, một thành tích được xem là kém thành công nếu so sánh với những đĩa đơn trước.
Video ca nhạc cho "Spice Up Your Life" được đạo diễn bởi Marcus Nispel, với bối cảnh tương lai và lấy cảm hứng từ bộ phim Blade Runner (1982). Để quảng bá cho bài hát, Spice Girls đã trình diễn nó trên nhiều chương trình truyền hình và lễ trao giải khác nhau, như Top of the Pops, The Jay Leno Show, Late Show with David Letterman, và The Oprah Winfrey Show cũng như Giải thưởng âm nhạc Billboard năm 1997, Giải Âm nhạc châu Âu của MTV năm 1997 và Giải Brit năm 2000. Ngoài ra, "Spice Up Your Life" cũng xuất hiện trong tất cả các chuyến lưu diễn trong sự nghiệp của họ, bao gồm chuyến lưu diễn tái hợp The Return of the Spice Girls (2007-08) như là bài hát mở màn và kết thúc mỗi buổi diễn.

## Danh sách bài hát
| - Đĩa CD1 tại Vương quốc Anh, Úc/Đĩa CD tại Nhật, Nam Phi, Đài Loan, Mỹ 1. "Spice Up Your Life" (Stent Radio Mix) – 2:53 2. "Spice Up Your Life" (Morales Radio Mix) – 2:48 3. "Spice Up Your Life" (Stent Radio Không lời) – 2:53 4. "Spice Invaders" – 3:48 - Đĩa CD2 tại Vương quốc Anh, Úc, Đài Loan/Đĩa CD tại Brazil/ 1. "Spice Up Your Life" (Stent Radio Mix) – 2:53 2. "Spice Up Your Life" (Morales Carnival Club Mix) – 11:30 3. "Spice Up Your Life" (Murk Cuba Libre Mix) – 8:05 - Đĩa CD tại châu Âu 1. "Spice Up Your Life" (Stent Radio Mix) – 2:53 2. "Spice Invaders" – 3:48 - Đĩa 12" tại Vương quốc Anh 1. A1: "Spice Up Your Life" (Morales Carnival Club Mix) – 11:30 2. B1: "Spice Up Your Life" (Murk Cuba Libre Mix) – 8:05 3. B2: "Spice Up Your Life" (Morales Beats) – 5:51 4. C1: "Spice Up Your Life" (Morales Drums & Dub Mix) – 11:07 5. D1: "Spice Up Your Life" (Murk Sugar Cane Dub) – 8:38 6. D2: "Spice Up Your Life" (Murk Spider Beats) – 3:41 | - Đĩa 12" tại Mỹ 1. A1: "Spice Up Your Life" (Morales Carnival Club Mix) – 11:30 2. A2: "Spice Up Your Life" (Morales Radio Mix) – 2:48 3. B1: "Spice Up Your Life" (Murk Cuba Libre Mix) – 8:05 4. B2: "Spice Up Your Life" (Stent Radio Mix) – 2:53 5. B3: "Spice Up Your Life" (Stent Radio Không lời) – 2:53 - EP kĩ thuật số #1 (2007) 1. "Spice Up Your Life" (Morales Radio Mix) – 2:48 2. "Spice Up Your Life" (Murk Cuba Libre Mix) – 8:05 3. "Spice Up Your Life" (Morales Drums & Dub Mix) – 11:07 4. "Spice Up Your Life" (Murk Sugar Cane Dub) – 8:38 5. "Spice Up Your Life" (Murk Spider Beats) – 3:41 - EP kĩ thuật số #2 (2007) 1. "Spice Up Your Life" (Stent Radio Mix) – 2:55 2. "Spice Up Your Life" (Morales Carnival Club Mix) – 11:30 3. "Spice Up Your Life" (Morales Beats) – 5:53 4. "Spice Invaders" - 3:38 5. "Spice Up Your Life" (Stent Radio Không lời) – 2:54 |

## Xếp hạng
| Bảng xếp hạng (1997)                | Vị trí cao nhất |
| ----------------------------------- | --------------- |
| Úc (ARIA)                           | 8               |
| Áo (Ö3 Austria Top 40)              | 12              |
| Bỉ (Ultratop 50 Flanders)           | 4               |
| Bỉ (Ultratop 50 Wallonia)           | 2               |
| Canada (RPM)                        | 17              |
| Đan Mạch (Tracklisten)              | 2               |
| Châu Âu (European Hot 100 Singles)  | 3               |
| Phần Lan (Suomen virallinen lista)  | 2               |
| Pháp (SNEP)                         | 3               |
| Đức (Official German Charts)        | 14              |
| Ireland (IRMA)                      | 2               |
| Ý (FIMI)                            | 3               |
| Hà Lan (Dutch Top 40)               | 2               |
| Hà Lan (Single Top 100)             | 4               |
| New Zealand (Recorded Music NZ)     | 2               |
| Na Uy (VG-lista)                    | 3               |
| Scotland (OCC)                      | 1               |
| Tây Ban Nha (AFYVE)                 | 2               |
| Thụy Điển (Sverigetopplistan)       | 2               |
| Thụy Sĩ (Schweizer Hitparade)       | 5               |
| Anh Quốc (OCC)                      | 1               |
| Hoa Kỳ Billboard Hot 100            | 18              |
| Hoa Kỳ Dance Club Songs (Billboard) | 4               |
| Hoa Kỳ Pop Airplay (Billboard)      | 37              |
| Hoa Kỳ Rhythmic (Billboard)         | 27              |

| Bảng xếp hạng (1997)                 | Vị trí |
| ------------------------------------ | ------ |
| Australia (ARIA)                     | 36     |
| Belgium (Ultratop 50 Flanders)       | 25     |
| Belgium (Ultratop 50 Wallonia)       | 17     |
| Europe (European Hot 100 Singles)    | 16     |
| France (SNEP)                        | 23     |
| Italy (FIMI)                         | 24     |
| Netherlands (Dutch Top 40)           | 34     |
| Netherlands (Single Top 100)         | 31     |
| New Zealand (Recorded Music NZ)      | 35     |
| Sweden (Sverigetopplistan)           | 9      |
| UK Singles (Official Charts Company) | 9      |
| Bảng xếp hạng (1998)                 | Vị trí |
| Netherlands (Dutch Top 40)           | 266    |
| US Billboard Hot 100                 | 81     |

| Bảng xếp hạng (1990–99)              | Vị trí |
| ------------------------------------ | ------ |
| France (SNEP)                        | 82     |
| UK Singles (Official Charts Company) | 45     |

## Chứng nhận
| Quốc gia                                                                           | Chứng nhận | Số đơn vị/doanh số chứng nhận |
| ---------------------------------------------------------------------------------- | ---------- | ----------------------------- |
| Úc (ARIA)                                                                          | Bạch kim   | 70.000^                       |
| Bỉ (BEA)                                                                           | Bạch kim   | 0*                            |
| Pháp (SNEP)                                                                        | Vàng       | 397,000                       |
| Hà Lan (NVPI)                                                                      | Vàng       | 50.000^                       |
| New Zealand (RMNZ)                                                                 | Bạch kim   | 10,000*                       |
| Thụy Điển (GLF)                                                                    | Bạch kim   | 30.000^                       |
| Anh Quốc (BPI)                                                                     | Bạch kim   | 821,000                       |
| Hoa Kỳ (RIAA)                                                                      | Vàng       | 500.000^                      |
| * Chứng nhận dựa theo doanh số tiêu thụ. ^ Chứng nhận dựa theo doanh số nhập hàng. |            |                               |